# St. Martin (Menning)

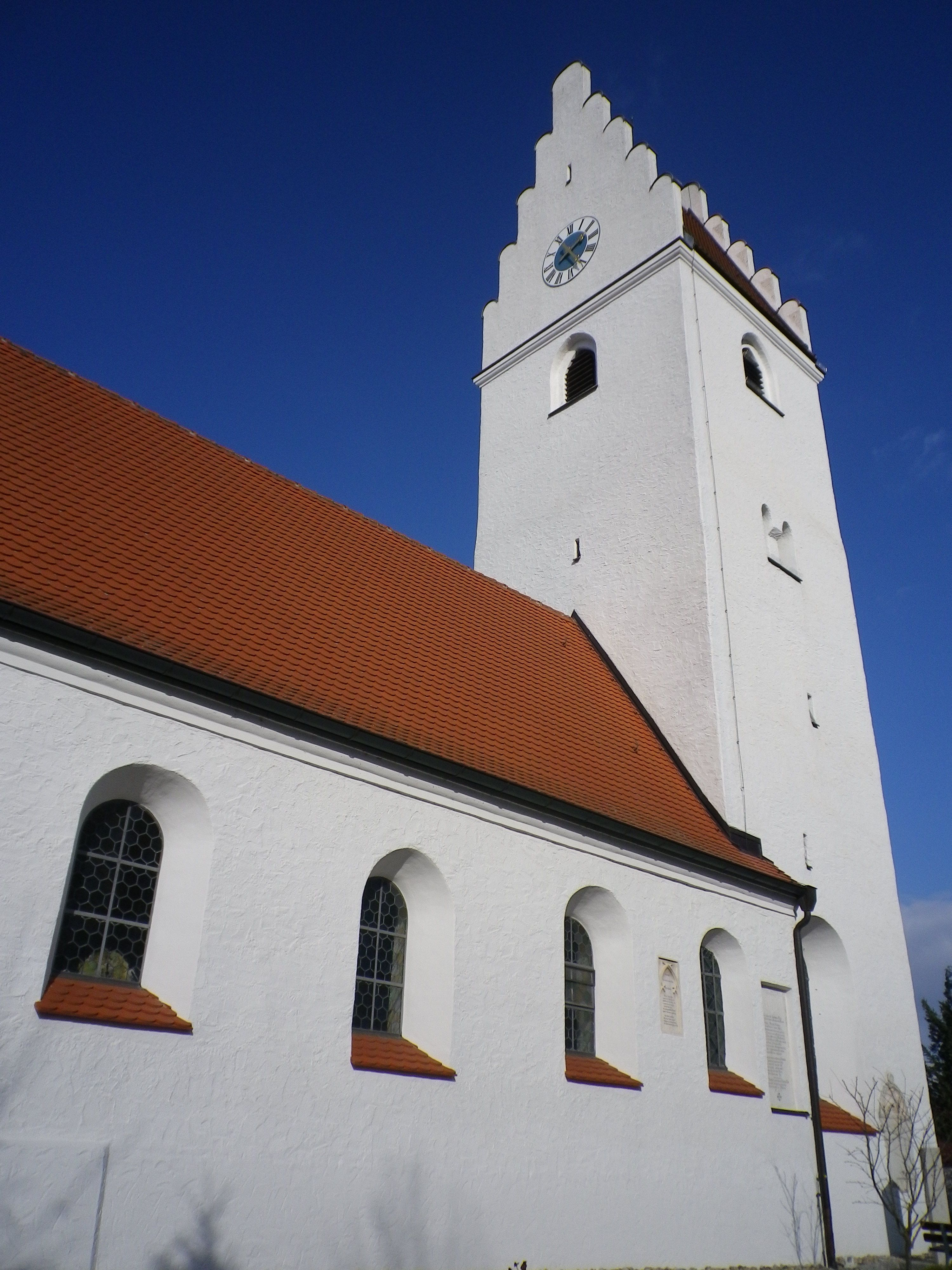
St. Martin in Menning

Die römisch-katholische Pfarrkirche St. Martin steht in Menning, einem Gemeindeteil der Stadt Vohburg an der Donau im oberbayerischen Landkreis Pfaffenhofen an der Ilm. Sie ist in der Liste der Baudenkmäler in Vohburg an der Donau als Baudenkmal unter der Nr. D-1-86-158-69 eingetragen. Die Kirche gehört zum Dekanat Geisenfeld-Pförring im Bistum Regensburg.

## Beschreibung
Die gotische Saalkirche wurde im Kern im 13./14. Jahrhundert erbaut und 1706 barock umgebaut. Sie besteht aus dem 1888/89 und 1928 nach Westen verlängerten Langhaus und dem Chorturm im Osten. Der Turm hat ein Satteldach zwischen Staffelgiebeln, an denen die Zifferblätter der Turmuhr angebracht sind. In seinem obersten Geschoss steht der Glockenstuhl.
Der Innenraum des Langhauses hat eine Flachdecke, der des Chors ein Kreuzgratgewölbe. Auf dem Altarretabel des am Ende des 17. Jahrhunderts gebauten Hochaltars ist Wendelin dargestellt.